# Mesostenus liogaster
Mesostenus liogaster là một loài tò vò trong họ Ichneumonidae.